# Apagomerina rubricollis
Apagomerina rubricollis là một loài bọ cánh cứng trong họ Cerambycidae.